# وقف (نحو)
الوقف هو قطع الصوت عن الكلمة زمنا يتنفس فيه عادة بنية استئناف القراءة لا بنيـة الإعراض ويكون في رؤوس الآي وأوسطها، ولا يأتي في وسط الكلمة ولا فيما اتصل رسمًا.
أما في الاصطلاح النحوي كما عرفه ابن الحاجب:«قطع الكلمة عما بعدها». أما الشيخ زكريا الأنصاري ذهب إلى أن الوقف مرتبط بمعنيين:
1. القطع الذي يسكت القارئ عنده
2. المواضيع الذي نص عليها القراء، فكل موضع منها يسمى وقفًا حتى وإن لم يوقف عليه القارئ.

## أسباب الوقف
1. إظهار الفواصل بين التراكيب والجمل
2. إبراز معانٍ معينة يريدها القارئ
3. إظهار العواطف المختلفة والانفعالات الخاصة

## أقسام الوقف
1. الوقف التام: لتمام الكلام وعدم تعلقه ببعده
2. الوقف الكافي: لتمام الكلام في ذاته لكن بقي له تعلق بما بعده في المعنى دون اللفظ
3. الوقف الحسن: لتمام الكلام في ذاته لكن له تعلق بما بعده في المعنى واللفظ
4. الوقف القبيح: لعدم تمام الكلام في لفظه ومعناه